# Gare de Potsdam-Griebnitzsee
La gare de Potsdam-Griebnitzsee est une gare régionale et S-Bahn sur la ligne ferroviaire Berlin-Magdebourg et la ligne du Wannsee. Elle est située à l'extrême est de Potsdam-Babelsberg, au nord-est de la ville médiatique de Babelsberg et au sud du lac Griebnitz. Pendant la division de l'Allemagne, elle sert de poste frontière pour le trafic de transit vers Berlin-Ouest. La gare est désormais desservie par la ligne S-Bahn S7 et les trains régionaux RB 20, R.B. 22 et RB 23.
Une usine de redressement historique à l'est du bâtiment d'accueil abrite le musée du S-Bahn de Berlin (de) jusqu'en 2016. Dans les environs immédiats se trouvent l'Université de Potsdam et l' Institut Hasso-Plattner.

## Histoire

### Jusqu'en 1949

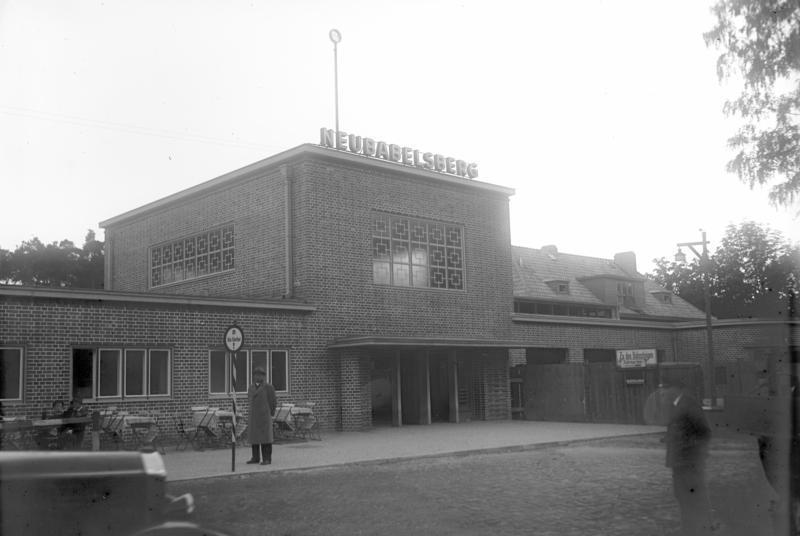
La gare en 1931

La gare est construite en 1874 sur la ligne ferroviaire Berlin-Potsdam pour développer le quartier résidentiel de Neubabelsberg ; d'où son nom original Neubabelsberg. Elle est mise en service le 1er juin de la même année. Le premier bâtiment de réception est un pavillon en bois reconstruit par Kyllmann (de) & Heyden (de), qui a été construit l'année précédente comme Maison allemande à l'Exposition universelle de Vienne. Le bâtiment d'accueil, qui est conservé jusqu'à nos jours, est conçu par Günter Lüttich en 1931. Le 1er avril 1938, la station est rebaptisée Babelsberg-Ufastadt en raison de sa proximité avec le complexe cinématographique d'Ufa, en constante expansion.
À la fin de la Seconde Guerre mondiale, le pont-canal de Teltow près de Kohlhasenbrück (de) explose, ce qui entraîne la suspension du trafic du S-Bahn entre Zehlendorf et Babelsberg-Ufastadt d'avril 1945 au 15 juin 1948.

### Poste frontière

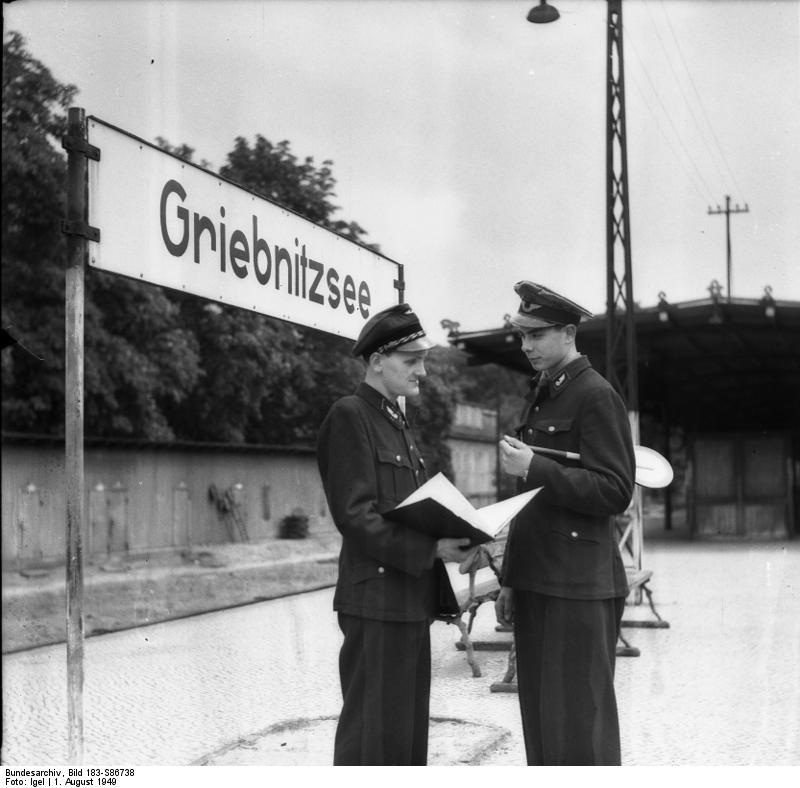
Gare de Griebnitzsee en 1949 comme centre de jeunesse FDJ

Un autre changement de nom a lieu en 1949 en Griebnitzsee. À partir de 1952, Griebnitzsee est une station de contrôle. De 1961 à 1989, la gare est fermée au trafic local et est jusqu'en 1990 une gare frontière et un point de passage frontalier (GÜSt, trafic de passagers) pour la RDA. L'embarquement et le débarquement à la gare de Griebnitzsee n'est pas autorisé dans le trafic de transit à travers la RDA à destination et en provenance de Berlin-Ouest.
- Trafic interzone entre l'Allemagne de l'Ouest et de l'Est via la Stadtbahn de Berlin. Plus tard, les trains interzones sont acheminés via le périphérique extérieur de Berlin (entre autres les paires de trains Aix-la-Chapelle-Potsdam (de)-Görlitz (de) et Munich-Leipzig-Potsdam-Rostock), le passage à niveau est utilisé exclusivement pour le trafic de transit entre Berlin-Ouest (Berlin-Wannsee, Jardin zoologique, Friedrichstrasse) et l'Allemagne de l'Ouest vers/depuis
  - Schwanheide (de)/Büchen (Hambourg, Allemagne du Nord (de)) jusqu'en 1976
  - Marienborn/Helmstedt (Hanovre, Allemagne de l'Ouest)
  - Gerstungen (de)/Bebra (de) (Hesse, Francfort-sur-le-Main, Sarrebruck)
  - Probstzella (de) / Ludwigsstadt (Allemagne du Sud (de), Nuremberg, Munich, Stuttgart)
  - Gutenfürst (de)/Hof (de) (Ratisbonne (de), Munich) à partir d'octobre 1972
- Trafic international, par notamment de Paris à Varsovie (entre Helmstedt et Berlin comme train de transit).

Jusqu'au 13 août 1961 (construction du Mur, S-Bahn) et à partir de 1990 (trafic local), il y a un
- Circulation alternée entre Berlin-Ouest et la RDA. À partir de 1952, le franchissement de la frontière n'est autorisé qu'avec un permis et est interdit aux Berlinois de l'Ouest. De 1953 à 1958 (achèvement du périphérique extérieur), des « trains directs » circulent entre Potsdam et Berlin-Est qui traversent Berlin-Ouest sans s'arrêter.

La gare étant proche de la frontière avec Berlin-Ouest, elle est fortement sécurisée et gardée. Cela comprend également le contrôle des voies d'accès afin d'empêcher la fuite de la RDA. De plus, des forces en uniforme accompagnées de chiens de garde patrouillent dans la gare, et examinent également les trains de roulement et le dessous du train à la recherche de personnes cachées. Dans un premier temps, les contrôles sont effectués sur le train arrêté. Plus tard, la police des frontières (terme de la RDA : organismes de contrôle) est entrée (vers l'Allemagne de l'Ouest) ou repartie (vers Berlin) et effectue les contrôles sur le train en mouvement (trains de transit à partir de 1972). Le 18 avril 1962, lorsque deux élèves-officiers de la NVA tentent de quitter la RDA via la gare, une fusillade éclate, au cours de laquelle le réfugié Peter Böhme et Jörgen Schmidtchen, membre des troupes frontalières de la RDA, perdent la vie. Le 29 octobre 1962, le train express D 164 Berlin-Hambourg en provenance de Berlin-Ouest franchit le signal d'entrée indiquant l'arrêt et entre en collision avec un train de chantier stationné dans la gare. Deux voyageurs sont grièvement blessés et 19 autres légèrement

### Après 1990

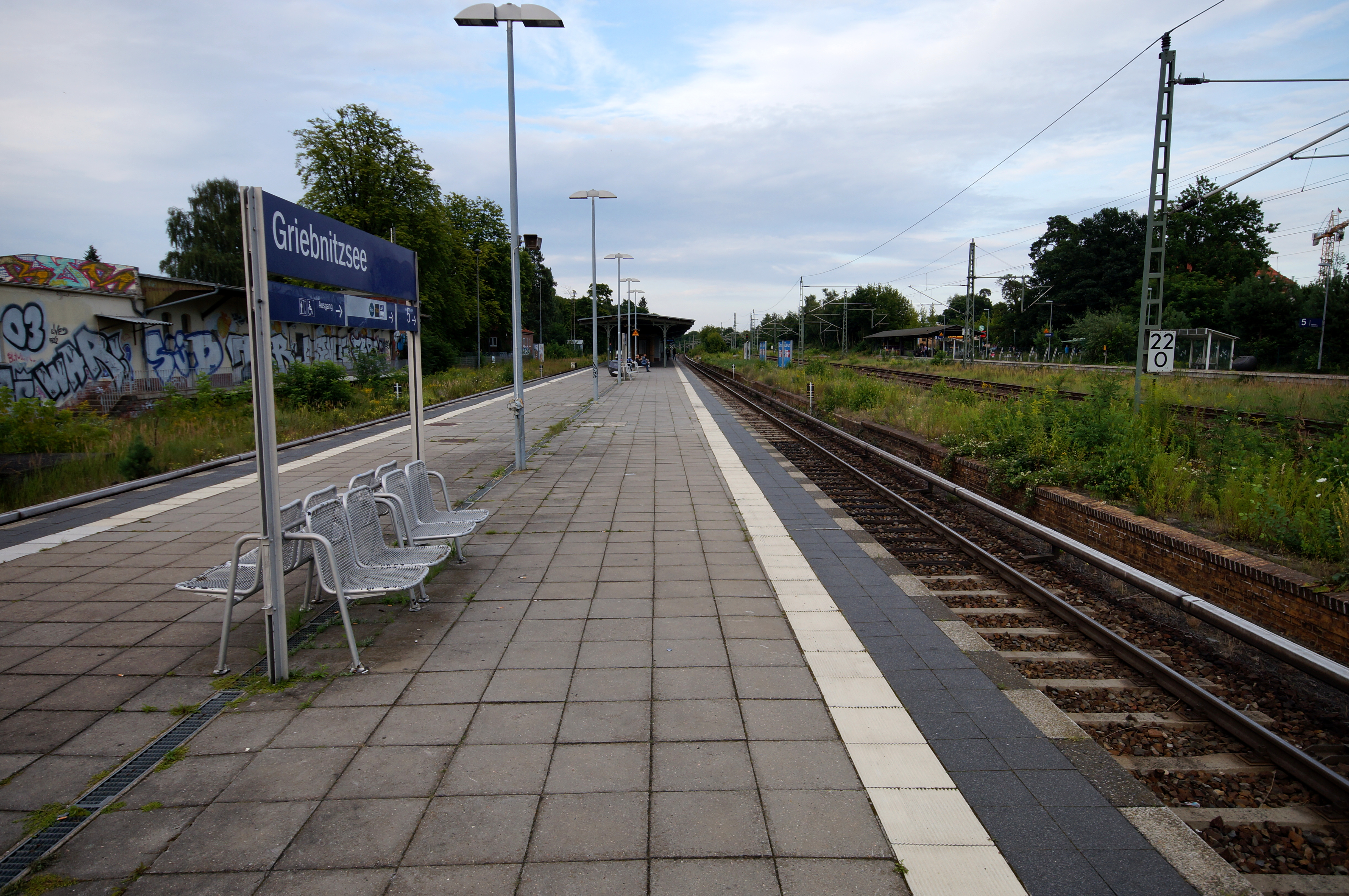
Les quais de la gare de Griebnitzsee

La gare est à nouveau ouverte au public depuis 1990. Lorsque le service S-Bahn entre Wannsee et Potsdam commence le 1er avril 1992, la plate-forme du S-Bahn est également mise en service. Un nouveau toit de plate-forme et une deuxième entrée sont construits. En 2000, le hall de la gare est rénové pour environ 4,5 millions de marks.
Aujourd'hui, la gare est particulièrement fréquentée par les étudiants. Le campus Babelsberg de l'Université de Potsdam est situé à proximité immédiate de la gare. L'Institut Hasso-Plattner, la Faculté de droit, la Faculté d'économie et de sciences sociales et l'Université de cinéma de Babelsberg dans la ville médiatique de Babelsberg sont la raison pour laquelle de nombreux étudiants entrent et sortent chaque jour des trains S-Bahn. Les lignes de trains régionaux RB 20, RB 22 et RB 23 font également office de trains-navette pour les étudiants vers les deux autres sites de l'Université de Potsdam à Golm et au Nouveau Palais (via la gare de Potsdam-Park Sanssouci (de)). Le fait qu'un seul quai latéral sur la ligne à double voie est disponible pour le trafic régional constitue une limitation opérationnelle majeure. Cela signifie que les trains en provenance de Berlin en direction de Potsdam ne peuvent pas s'arrêter à la gare de Griebnitzsee. Une deuxième plate-forme ferroviaire régionale doit initialement être construite en 2013, mais celle-ci est retardée à plusieurs reprises. La plateforme est finalement mise en service lors du changement d'horaire en décembre 2016. Environ trois millions d'euros sont investis dans la plate-forme de 140 mètres de long et dans un ascenseur
Le bâtiment d'accueil figure sur la liste des monuments de la ville de Potsdam, tout comme la station de S-Bahn Griebnitzsee.

## Connexions
Les trains du RB 20 et RB 22 circulent ensemble entre Griebnitzsee et Golm, où ils sont séparés ou fusionnés.